# Bohater Białorusi
Bohater Białorusi (biał. Герой Беларусі, ros. Герой Беларуси) – najwyższy tytuł honorowy Republiki Białorusi nadawany za wybitne zasługi dla państwa.
Ustanowiony dekretem Rady Najwyższej Republiki Białorusi nr 3726-XII z dnia 13 kwietnia 1995 r.. Uchwała ta została zastąpiona Ustawą Republiki Białorusi z dnia 18 maja 2004 r. Nr 288-З. Tytuł jest nadawany dekretem Prezydenta Republiki Białorusi za szczególne zasługi dla państwa i społeczeństwa.
Stylem i zasadami nadawania jest wzorowany na dawnym tytule Bohatera Związku Radzieckiego, podobnie jak Bohater Ukrainy, czy Bohater Federacji Rosyjskiej. Tytuł Bohatera Białorusi może być przyznany tylko raz. Dotychczas nadano go 13 osobom, z czego 4 pośmiertnie. Osoby wyróżnione tytułem Bohatera Białorusi otrzymują odznakę specjalnego wyróżnienia – Medal Bohatera Białorusi.